# 2021-es német labdarúgókupa-döntő
A 2021-es német labdarúgókupa-döntő a 78. volt a DFB-Pokal, azaz a német labdarúgókupa történetében. A mérkőzést 2021. május 13-án rendezték a berlini Olimpiai Stadionban. Május 22-re tervezték eredetileg a mérkőzést, de a bajnokság befejezése előtt szerették volna megtartani a Covid19-koronavírus-járvány miatti sűrűbb menetrend miatt. A Borussia Dortmund 4–1-re nyerte meg a találkozót az RB Leipzig ellen, ezzel összességében ötödször nyerte meg a sorozatot.

## A csapatok
| Csapat            | Az ezt megelőző döntős szereplések évszámai, félkövérrel szedve a győztes évek |
| ----------------- | ------------------------------------------------------------------------------ |
| RB Leipzig        | 1 (2019)                                                                       |
| Borussia Dortmund | 9 (1963, 1965, 1989, 2008, 2012, 2014, 2015, 2016, 2017)                       |

## Út a döntőig
| RB Leipzig         | RB Leipzig  | Forduló                          | Borussia Dortmund            | Borussia Dortmund |
| ------------------ | ----------- | -------------------------------- | ---------------------------- | ----------------- |
| Ellenfél           | Végeredmény | 2020–2021-es német labdarúgókupa | Ellenfél                     | Végeredmény       |
| 1. FC Nürnberg (V) | 3–0         | 1. forduló                       | MSV Duisburg (V)             | 5–0               |
| Augsburg (V)       | 3–0         | 2. forduló                       | Eintracht Braunschweig (V)   | 2–0               |
| VfL Bochum (H)     | 4–0         | A nyolc közé jutásért            | SC Paderborn (H)             | 3–2 (h.u)         |
| VfL Wolfsburg (H)  | 2–0         | Negyeddöntő                      | Borussia Mönchengladbach (V) | 1–0               |
| Werder Bremen (V)  | 2–1 (h.u)   | Elődöntő                         | Holstein Kiel (H)            | 5–0               |

### RB Leipzig
2020. szeptember 12-én az 1. FC Nürnberg ellen a Max-Morlock-Stadionban 3–0-ra nyertek és jutottak tovább a 2. fordulóba. A következő ellenfelük az Augsburg csapata volt, amelyet idegenben 3–0-ra legyőztek és továbbjutottak a nyolcaddöntőbe. A találkozó 11. percében Angeliño szögletét követően az ötösről Willi Orbán fejjel szerezte meg az első gólt. A 74. percben Dani Olmo passzából 15 méterről Yussuf Poulsen szerezte meg a találkozó második találatát. A 82. percben Daniel Caligiuri hibáját kihasználva Angeliño szerezte meg a mérkőzést eldöntő gólt. A másodosztályú VfL Bochum ellen 4–0-ra nyertek a nyolcaddöntőben Amadou Haidara és Marcel Sabitzer, valamint Yussuf Poulsen duplájával. A negyeddöntőben hazai pályán a VfL Wolfsburg csapatát 2–0-ra győzték le, amivel bejutottak az elődöntőbe. A 26. percben Christopher Nkunku szabálytalanul megrúgta Kevin Mbabut lövés közben és Marco Fritz büntetőt ítélt, de ezt Wout Weghorst a lelátóra lőtte, miután megcsúszott a lövés előtt. A 63. percben a csereként beálló Alexander Sørloth passzolt Yussuf Poulsen elé, aki betört a tizenhatoson belülre, és a kapuba lőtte a labdát. A 87. percben Emil Forsberg lőtt kapura, de lövését Koen Casteels védeni tudta, viszont a kipattanó labdát Hvang Hicshan szerezte meg és értékesítette helyzetét. A Werder Bremen elleni elődöntőben hosszabbítás után nyertek 2–1-re. A félidő előtt Manuel Gräfe játékvezető a videóbíró segítségével az előzőleg megítélt büntetőjét visszavonta, mivel Davie Selke és Nordi Mukiele szabálytalansága nem volt annyira súlyos. A rendes játékidő után a hosszabbítás 3. percében Dani Olmo keresztlabdáját Yussuf Poulsen egyből továbbította Hvang Hicshannak, aki a védője mellett kilépett és Jiří Pavlenka mellett a jobb alsóba gurította a labdát. Nem sokkal később Dayot Upamecano egy teljesen veszélytelen helyzetben hibázott, amit Leonardo Bittencourt ki is használt és egyedül indult meg a kapu felé, elvitte a kifutó Gulácsi Péter mellett és kiegyenlített. A 121. percben Kevin Kampl beadását Hvang Hicshan fejelte középre, a svéd Emil Forsberg pedig megszerezte a győztes gólt.

### Borussia Dortmund
Az 1. fordulóban a harmadosztályban szereplő MSV Duisburg ellen idegenben 5–0-ra nyertek. A 14. percben Jadon Sancho egy kezezés miatt megítélt tizenegyest váltott gólra, majd a 30. percben Jude Bellingham is eredményes volt. A 38. percben Dominic Volkmer buktatta el a gólhelyzetben lévő Erling Haalandot, ezért Robert Kampka piros lapot adott neki és szabadrúgást ítélt, amit Thorgan Hazard a jobb felsőbe lőtt. A szünet után Giovanni Reyna és a csereként pályára lépő Marco Reus volt még eredményes. Az Eintracht Braunschweig ellen Mats Hummels és Jadon Sancho góljaival nyertek az Eintracht-Stadionban. A 3. fordulóban a Paderborn ellen a 6. percben Emre Can szerezte meg a vezetést, majd tíz perccel később Jadon Sancho is betalált. 2–0-ra vezetett a Dortmund, amikor a 79. percben Julian Justvan szépített, majd a 97. percben büntetőből Prince Osei Owusu egyenlített ki, miután egy kontrát követően gólt kaptak, de a videobíró segítségével kiderült, hogy Felix Passlack egy perccel a gól előtt a szabálytalanságát befújta a játékvezető. A rendes játékidőt követően a hosszabbítás elején Erling Haaland megszerezte a győztes találatát csapatának, így bejutottak a legjobb nyolc közé. 2021. március 2-án a Borussia Mönchengladbach ellen a 66. percben egy kontratámadást követően Jadon Sancho megszerezte a találkozó egyetlen gólját. A Holstein Kiel ellen elődöntő találkozót hazai pályán 5–0-ra nyerték meg és jutottak a döntőbe. Giovanni Reyna duplázott már az első félidőben, majd a 26. percben Marco Reus is betalált. Az első félidőben kialakult a végeredményt miután Thorgan Hazard és Jude Bellingham is betalált Thomas Dähne kapujába.

## A mérkőzés

### Összefoglaló
A Borussia Dortmund már az 5. percben vezetést szerzett, miután Jadon Sancho 15 méterről jobb lábával a bal sarokba lőtte a labdát. 28. percben Hvang a félpályánál eladta a labdát Marco Reusnak, aki indította Haalandot, Dayot Upamecano nem tudta szerelni a norvégot aki ballal a jobb alsóba helyezte a labdát hét méterről. Az első félidő végén Mahmoud Dahoud passzolt Reusnak, majd önzetlenül játszotta meg az érkező Sanchót, aki az ötös jobb sarka előtt kicselezte Halstenberget és két méterről jobbal a bal alsóba passzolt. A 71. percben megszerezte a Lipcse az első gólját. Raphaël Guerreiro figyelmetlenségét használta ki Dani Olmo és 17 méterről a kapuba bombázta a labdát. A 87. percben eldőlt a mérkőzés, miután Haaland egy szerencsés lövéssel szerzett gólt. A találat Reus remek indításával kezdődött, amiből Jadon Sancho megindult a jobb oldalon, majd Haaland középről szerette volna kapura lőni, de a a lövés pillanatában elcsúszott. A norvég játékos jobb lábáról úgy pattant a labda tovább a kapu felé, hogy Gulácsi Péternek esélye sem volt hárítania. A Dortmund 4–1-re nyerte meg a döntőt.

### Összeállítások
| 2021. május 13. 20:45 (CEST) |

| RB Leipzig | 1–4               | Borussia Dortmund               |
| ---------- | ----------------- | ------------------------------- |
| Olmo 71'   | (0–3) Jegyzőkönyv | Sancho 5' 45+1' Haaland 28' 87' |

| Olimpiai Stadion, Berlin Nézőszám: 0[a] Játékvezető: Felix Brych (München) |

| RB Leipzig | Borussia Dortmund |

| GK                | 1  | Gulácsi Péter       |       |     |
| CB                | 16 | Lukas Klostermann   |       |     |
| CB                | 5  | Dayot Upamecano     | 45+1' |     |
| CB                | 23 | Marcel Halstenberg  |       |     |
| DM                | 44 | Kevin Kampl         |       | 62' |
| RM                | 22 | Nordi Mukiele       |       | 62' |
| CM                | 25 | Dani Olmo           | 81'   |     |
| CM                | 7  | Marcel Sabitzer (c) |       |     |
| LM                | 8  | Amadou Haidara      |       | 70' |
| CF                | 19 | Alexander Sørloth   |       | 46' |
| CF                | 11 | Hvang Hicshan       |       | 46' |
| Cserék:           |    |                     |       |     |
| GK                | 33 | Josep Martínez      |       |     |
| DF                | 4  | Willi Orbán         |       |     |
| DF                | 6  | Ibrahima Konaté     |       |     |
| DF                | 39 | Benjamin Henrichs   |       | 70' |
| MF                | 10 | Emil Forsberg       |       | 62' |
| MF                | 18 | Christopher Nkunku  |       | 46' |
| MF                | 27 | Konrad Laimer       |       | 62' |
| FW                | 9  | Yussuf Poulsen      |       | 46' |
| FW                | 21 | Justin Kluivert     |       |     |
| Vezetőedző:       |    |                     |       |     |
| Julian Nagelsmann |    |                     |       |     |

| GK          | 1  | Roman Bürki       |     |       |
| RB          | 26 | Łukasz Piszczek   |     |       |
| CB          | 16 | Manuel Akanji     |     |       |
| CB          | 15 | Mats Hummels      | 90' |       |
| LB          | 13 | Raphaël Guerreiro |     |       |
| DM          | 23 | Emre Can          |     |       |
| CM          | 22 | Jude Bellingham   | 25' | 46'   |
| CM          | 8  | Mahmoud Dahoud    | 50' | 74'   |
| RW          | 7  | Jadon Sancho      | 81' | 89'   |
| CF          | 9  | Erling Haaland    |     | 90+2' |
| LW          | 11 | Marco Reus (c)    |     | 90+2' |
| Cserék:     |    |                   |     |       |
| GK          | 40 | Stefan Drljača    |     |       |
| DF          | 14 | Nico Schulz       |     |       |
| DF          | 24 | Thomas Meunier    |     | 89'   |
| MF          | 6  | Thomas Delaney    |     | 74'   |
| MF          | 19 | Julian Brandt     |     | 90+2' |
| MF          | 20 | Reinier           |     |       |
| MF          | 32 | Giovanni Reyna    |     | 90+2' |
| MF          | 36 | Ansgar Knauff     |     |       |
| FW          | 10 | Thorgan Hazard    |     | 46'   |
| Vezetőedző: |    |                   |     |       |
| Edin Terzić |    |                   |     |       |

| A mérkőzés legjobb játékosa: Marco Reus (Borussia Dortmund) Asszisztensek: Mark Borsch (Mönchengladbach) Stefan Lupp (Zossen) Negyedik játékvezető: Sascha Stegemann (Niederkassel) Videobíró: Günter Perl (Pullach) Videobíró asszisztense: Markus Häcker (Waren) | Szabályok - 90 perc játékidő. - Döntetlen esetén 30 perc hosszabbítás. - Ezt követően büntetőrúgások következnek, ha továbbra sincs döntés. - Kilenc nevezhető cserejátékos. - Maximum öt cserelehetőség, hosszabbítás esetén hat. |